# Antigua és Barbuda az 1996. évi nyári olimpiai játékokon
Antigua és Barbuda az egyesült államokbeli Atlantában megrendezett 1996. évi nyári olimpiai játékok egyik részt vevő nemzete volt. Az országot az olimpián 4 sportágban 13 sportoló képviselte, akik érmet nem szereztek.

## Atlétika
Férfi
| Versenyző                                                   | Versenyszám     | Előfutam | Előfutam | Előfutam | Elődöntő | Elődöntő | Elődöntő | Döntő   | Döntő    |
| Versenyző                                                   | Versenyszám     | Idő      | Hely.    | Össz.    | Idő      | Hely.    | Össz.    | Idő     | Helyezés |
| ----------------------------------------------------------- | --------------- | -------- | -------- | -------- | -------- | -------- | -------- | ------- | -------- |
| N’Kosie Barnes Michael Terry Mitchell Browne Howard Lindsay | 4 × 400 m váltó | 3:09,46  | 6.       | 24.      | kiesett  | kiesett  | kiesett  | kiesett | kiesett  |

Női
| Versenyző                                                  | Versenyszám     | Előfutam      | Előfutam      | Előfutam      | Negyeddöntő | Negyeddöntő | Negyeddöntő | Elődöntő | Elődöntő | Elődöntő | Döntő   | Döntő    |
| Versenyző                                                  | Versenyszám     | Idő           | Hely.         | Össz.         | Idő         | Hely.       | Össz.       | Idő      | Hely.    | Össz.    | Idő     | Helyezés |
| ---------------------------------------------------------- | --------------- | ------------- | ------------- | ------------- | ----------- | ----------- | ----------- | -------- | -------- | -------- | ------- | -------- |
| Heather Samuel                                             | 100 m           | 11,44         | 5.            | 28.           | 11,60       | 7.          | 28.         | kiesett  | kiesett  | kiesett  | kiesett | kiesett  |
| Heather Samuel                                             | 200 m           | 23,34         | 4.            | 27.*          | 23,54       | 8.          | 28.         | kiesett  | kiesett  | kiesett  | kiesett | kiesett  |
| Sonia Williams Dine Potter Charmaine Thomas Heather Samuel | 4 × 100 m váltó | nem ért célba | nem ért célba | nem ért célba |             |             |             |          |          |          | kiesett | kiesett  |
| Dine Potter Sonia Williams Charmaine Thomas Heather Samuel | 4 × 400 m váltó | 3:44,98       | 6.            | 6.            |             |             |             |          |          |          | kiesett | kiesett  |

* - egy másik versenyzővel azonos eredményt ért el

## Kajak-kenu

### Síkvízi
Férfi
| Versenyző                  | Versenyszám        | Előfutam | Előfutam | Előfutam | Elődöntő | Elődöntő | Elődöntő | Döntő   | Döntő    |
| Versenyző                  | Versenyszám        | Idő      | Hely.    | Össz.    | Idő      | Hely.    | Össz.    | Idő     | Helyezés |
| -------------------------- | ------------------ | -------- | -------- | -------- | -------- | -------- | -------- | ------- | -------- |
| Pieter Lehrer Jacob Lehrer | Kenu kettes 1000 m | 5:20,421 | 9.       | 17.      | kiesett  | kiesett  | kiesett  | kiesett | kiesett  |

Női
| Versenyző    | Versenyszám       | Előfutam | Előfutam | Előfutam | Vigaszág | Vigaszág | Vigaszág | Elődöntő | Elődöntő | Elődöntő | Döntő   | Döntő    |
| Versenyző    | Versenyszám       | Idő      | Hely.    | Össz.    | Idő      | Hely.    | Össz.    | Idő      | Hely.    | Össz.    | Idő     | Helyezés |
| ------------ | ----------------- | -------- | -------- | -------- | -------- | -------- | -------- | -------- | -------- | -------- | ------- | -------- |
| Heidi Lehrer | Kajak egyes 500 m | 3:00,672 | 8.       | 23.      | kiesett  | kiesett  | kiesett  | kiesett  | kiesett  | kiesett  | kiesett | kiesett  |

## Kerékpározás

### Hegyi-kerékpározás
| Versenyző      | Versenyszám        | Idő           | Helyezés      |
| -------------- | ------------------ | ------------- | ------------- |
| Rory Gonsalves | Férfi terepverseny | nem ért célba | nem ért célba |

## Vitorlázás
Nyílt
| Versenyző  | Versenyszám | Futam | Futam | Futam | Futam | Futam | Futam | Futam | Futam | Futam | Futam | Futam | Pontszám | Helyezés |
| Versenyző  | Versenyszám | 1     | 2     | 3     | 4     | 5     | 6     | 7     | 8     | 9     | 10    | 11    | Pontszám | Helyezés |
| ---------- | ----------- | ----- | ----- | ----- | ----- | ----- | ----- | ----- | ----- | ----- | ----- | ----- | -------- | -------- |
| Karl James | Laser       | 45    | 35    | 39    | 35    | 39    | (57*) | 34    | 45    | (49)  | 40    | 28    | 340,0    | 43.      |

* - nem ért célba